# 경기도의 대학 목록
다음은 대한민국 경기도의 대학 목록이다.

## 대학교
| 이름                   | 설립 유형 | 위치                                     | 규모                      | 비고                |
| ---------------------- | --------- | ---------------------------------------- | ------------------------- | ------------------- |
| 가천대학교             | 사립      | 성남시                                   | 2캠퍼스, 14대학, 7대학원  |                     |
| 강남대학교             | 사립      | 용인시                                   | 1캠퍼스, 5대학, 4대학원   |                     |
| 경기대학교             | 사립      | 수원시                                   | 2캠퍼스, 5대학, 10대학원  |                     |
| 경희대학교             | 사립      | 용인시(국제캠퍼스), 남양주시(광릉캠퍼스) | 3캠퍼스, 24대학, 14대학원 | 서울특별시 소재     |
| 단국대학교             | 사립      | 용인시                                   | 2캠퍼스, 22대학, 12대학원 |                     |
| 동양대학교             | 사립      | 동두천시                                 | 2캠퍼스, 8대학, 3대학원   | 경상북도 소재       |
| 명지대학교             | 사립      | 용인시                                   | 2캠퍼스, 10대학, 9대학원  |                     |
| 서울대학교             | 국립      | 시흥시                                   | 3캠퍼스, 16대학, 11대학원 | 서울특별시 소재     |
| 서울신학대학교         | 사립      | 부천시                                   | 1캠퍼스, 1대학, 6대학원   |                     |
| 서울장신대학교         | 사립      | 광주시                                   | 1캠퍼스, 1대학, 7대학원   |                     |
| 성결대학교             | 사립      | 안양시                                   | 1캠퍼스, 6대학, 5대학원   |                     |
| 성균관대학교           | 사립      | 수원시                                   | 2캠퍼스, 16대학, 21대학원 | 서울특별시 소재     |
| 아주대학교             | 사립      | 수원시                                   | 1캠퍼스, 11대학, 14대학원 |                     |
| 안양대학교             | 사립      | 안양시                                   | 2캠퍼스, 4대학, 5대학원   |                     |
| 예원예술대학교         | 사립      | 양주시                                   | 2캠퍼스, 1대학, 2대학원   | 전북특별자치도 소재 |
| 연세대학교             | 사립      | 고양시                                   | 2캠퍼스, 17대학, 17대학원 | 서울특별시 소재     |
| 용인대학교             | 사립      | 용인시                                   | 1캠퍼스, 6대학, 8대학원   |                     |
| 을지대학교             | 사립      | 성남시                                   | 2캠퍼스, 4대학, 3대학원   | 대전광역시 소재     |
| 중부대학교             | 사립      | 고양시                                   | 2캠퍼스, 1대학, 4대학원   | 충청남도 소재       |
| 중앙대학교             | 사립      | 안성시                                   | 2캠퍼스, 15대학, 16대학원 | 서울특별시 소재     |
| 중앙승가대학교         | 사립      | 포천시                                   | 1캠퍼스, 1대학, 1대학원   |                     |
| 차의과학대학교         | 사립      | 포천시                                   | 2캠퍼스, 5대학, 9대학원   |                     |
| 총신대학교             | 사립      | 용인시                                   | 2캠퍼스, 1대학, 8대학원   | 서울특별시 소재     |
| 칼빈대학교             | 사립      | 용인시                                   | 1캠퍼스, 1대학, 2대학원   |                     |
| 평택대학교             | 사립      | 평택시                                   | 1캠퍼스, 4대학, 7대학원   |                     |
| 한경국립대학교         | 국립      | 안성시                                   | 1캠퍼스, 4대학, 4대학원   |                     |
| 한국산업기술대학교     | 사립      | 시흥시                                   | 1캠퍼스, 2대학, 3대학원   |                     |
| 한국외국어대학교       | 사립      | 용인시                                   | 2캠퍼스, 18대학, 9대학원  | 서울특별시 소재     |
| 한국교통대학교         | 국립      | 의왕시                                   | 3캠퍼스, 8대학, 6대학원   | 충청북도 소재       |
| 한국항공대학교         | 사립      | 고양시                                   | 1캠퍼스, 2대학, 2대학원   |                     |
| 한세대학교             | 사립      | 군포시                                   | 1캠퍼스, 1대학, 10대학원  |                     |
| 한신대학교             | 사립      | 오산시                                   | 2캠퍼스, 8대학, 5대학원   |                     |
| 한양대학교 ERICA캠퍼스 | 사립      | 안산시                                   | 1캠퍼스, 9대학, 2대학원   | 한양대학교 분교     |
| 협성대학교             | 사립      | 화성시                                   | 1캠퍼스, 5대학, 4대학원   |                     |
| 홍익대학교             | 사립      | 화성시                                   | 2캠퍼스, 11대학, 14대학원 | 서울특별시 소재     |
| 화성의과학대학교       | 사립      | 화성시                                   |                           |                     |

## 교육대학
| 이름           | 설립 유형 | 위치   | 규모                    | 비고                      |
| -------------- | --------- | ------ | ----------------------- | ------------------------- |
| 경인교육대학교 | 국립      | 안양시 | 2캠퍼스, 1대학, 1대학원 | 교육대학, 인천광역시 소재 |

## 전문대학
| 이름               | 설립 유형 | 위치             | 비고          |
| ------------------ | --------- | ---------------- | ------------- |
| ICT폴리텍대학      | 사립      | 광주시           | 기능대학      |
| 경기과학기술대학교 | 사립      | 시흥시           |               |
| 경민대학교         | 사립      | 의정부시         |               |
| 경복대학교         | 사립      | 남양주시, 포천시 |               |
| 계원예술대학교     | 사립      | 의왕시           |               |
| 국제대학교         | 사립      | 평택시           |               |
| 김포대학교         | 사립      | 김포시           |               |
| 농협대학교         | 사립      | 고양시           |               |
| 대경대학교         | 사립      | 남양주시         | 경상북도 소재 |
| 대림대학교         | 사립      | 안양시           |               |
| 동남보건대학교     | 사립      | 수원시           |               |
| 동서울대학교       | 사립      | 성남시           |               |
| 동아방송예술대학교 | 사립      | 안성시           |               |
| 동원대학교         | 사립      | 광주시           |               |
| 두원공과대학교     | 사립      | 안성시, 파주시   |               |
| 부천대학교         | 사립      | 부천시           |               |
| 서영대학교         | 사립      | 파주시           |               |
| 서울예술대학교     | 사립      | 안산시           |               |
| 서정대학교         | 사립      | 양주시           |               |
| 수원과학대학교     | 사립      | 화성시           |               |
| 수원여자대학교     | 사립      | 수원시           |               |
| 신구대학교         | 사립      | 성남시           |               |
| 신안산대학교       | 사립      | 안산시           |               |
| 안산대학교         | 사립      | 안산시           |               |
| 연성대학교         | 사립      | 안양시           |               |
| 여주대학교         | 사립      | 여주시           |               |
| 오산대학교         | 사립      | 오산시           |               |
| 용인예술과학대학교 | 사립      | 용인시           |               |
| 웅지세무대학교     | 사립      | 파주시           |               |
| 유한대학교         | 사립      | 부천시           |               |
| 장안대학교         | 사립      | 화성시           |               |
| 청강문화산업대학교 | 사립      | 이천시           |               |
| 한국관광대학교     | 사립      | 이천시           |               |
| 한국폴리텍I대학    | 사립      | 성남시, 화성시   | 기능대학      |
| 한국폴리텍II대학   | 사립      | 안성시           | 기능대학      |

## 사내대학
| 이름               | 설립 유형 | 위치   | 규모    | 비고     |
| ------------------ | --------- | ------ | ------- | -------- |
| KDB금융대학교      | 사립      | 하남시 | 2캠퍼스 | 사내대학 |
| 삼성전자공과대학교 | 사립      | 용인시 | 1캠퍼스 | 사내대학 |

## 대학원대학
| 이름                         | 설립 유형  | 위치   | 비고       |
| ---------------------------- | ---------- | ------ | ---------- |
| 한국학대학원                 | 특별법법인 | 성남시 | 일반대학원 |
| 국립암센터국제암대학원대학교 | 특별법법인 | 고양시 | 전문대학원 |
| 계약신학대학원대학교         | 사립       | 광주시 | 전문대학원 |
| 국제법률경영대학원대학교     | 사립       | 고양시 | 전문대학원 |
| 능인대학원대학교             | 사립       | 화성시 | 전문대학원 |
| 대한신학대학원대학교         | 사립       | 안양시 | 전문대학원 |
| 선학유피대학원대학교         | 사립       | 가평군 | 전문대학원 |
| 성서침례대학원대학교         | 사립       | 이천시 | 전문대학원 |
| 실천신학대학원대학교         | 사립       | 이천시 | 전문대학원 |
| 에스라성경대학원대학교       | 사립       | 고양시 | 전문대학원 |
| 온석대학원대학교             | 사립       | 용인시 | 전문대학원 |
| 웨스트민스터신학대학원대학교 | 사립       | 용인시 | 전문대학원 |
| 제네바신학대학원대학교       | 사립       | 파주시 | 전문대학원 |
| 합동신학대학원대학교         | 사립       | 수원시 | 전문대학원 |
| 구세군사관대학원대학교       | 사립       | 과천시 | 특수대학원 |

## 원격대학
| 이름           | 설립 유형 | 위치             | 규모    | 비고     |
| -------------- | --------- | ---------------- | ------- | -------- |
| 세계사이버대학 | 사립      | 광주시, 남양주시 | 2캠퍼스 | 원격대학 |

## 사이버대학
| 이름                     | 설립 유형 | 위치   | 비고      |
| ------------------------ | --------- | ------ | --------- |
| 국제사이버대학교         | 사립      | 수원시 | 학사 학위 |
| 디지털서울문화예술대학교 | 사립      | 안산시 | 학사 학위 |
| 서울디지털대학교         | 사립      | 부천시 | 학사 학위 |

## 방송통신대학
| 이름               | 설립 유형 | 위치   | 규모                     | 비고                          |
| ------------------ | --------- | ------ | ------------------------ | ----------------------------- |
| 한국방송통신대학교 | 국립      | 수원시 | 14캠퍼스, 4대학, 2대학원 | 방송통신대학, 서울특별시 소재 |

## 같이 보기
- 대한민국의 대학 목록
- 서울특별시의 대학 목록
- 인천광역시의 대학 목록
- 강원특별자치도의 대학 목록
- 충청북도의 대학 목록
- 충청남도의 대학 목록